# 朱瓚
朱瓚（1447年—？），字朝用，直隸河間府肅寧州人，民籍，明朝政治人物。進士出身。

## 生平
早年出身府學生，中式順天府鄉試八十六名。成化十一年（1475年）乙未科會試第二百八十四名，殿試登進士第三甲第一百二十七名。官至湖廣左布政使。

## 家族
曾祖朱得成。祖父朱輝。父朱鑑，曾任大使。